# 유럽 좌파당

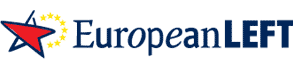

유럽 좌파당(Party of the European Left, PEL)은  좌익 ~ 극좌 성향의 범유럽 정당이다. 유럽 의회에서 유럽 의회 좌파-GUE/NGL라는 교섭단체로 참여하고 있다.

## 같이 보기
- 북유럽 녹색좌파연맹
- 이제는 인민